# Fiul lui Saul
Fiul lui Saul (titlu original: în maghiară Saul fia) este un film maghiar dramatic din 2015 regizat de László Nemes⁠(d). Rolurile principale au fost interpretate de actorii Géza Röhrig⁠(d), Urs Rechn⁠(d) și Levente Molnár.  Povestea filmului are loc în lagărul de concentrare Auschwitz în timpul celui de al Doilea Război Mondial și prezintă o zi și jumătate din viața lui Saul Ausländer (interpretat de Géza Röhrig), membru al unităților de muncă forțată Sonderkommando⁠(d).
Fiul lui Saul a avut premiera la Festivalul de Film de la Cannes din 2015⁠(d), unde a câștigat Marele Premiu. A fost proiectat la Festivalul de Film de la Toronto din 2015⁠(d) în cadrul secțiunii Prezentări Speciale.
A câștigat în 2016 Premiul Oscar pentru cel mai bun film străin și Premiul Globul de Aur pentru cel mai bun film într-o limbă străină. Este al nouălea film maghiar care a fost nominalizat pentru premiul Oscar pentru cel mai bun film străin, primul după filmul lui István Szabó, Hanussen⁠(d), care a fost nominalizat în 1988. Este al doilea film maghiar care a câștigat premiul Oscar pentru cel mai bun film străin, primul fiind filmul lui István Szabó, Mefisto în 1981.
Este primul film maghiar care a câștigat Premiul Globul de Aur pentru cel mai bun film într-o limbă străină.

## Distribuție
- Géza Röhrig⁠(d) - Saul
- Levente Molnár - Abraham
- Urs Rechn⁠(d) - Oberkapo Biedermann
- Sándor Zsótér⁠(d) - Doctor Miklós Nyiszli
- Todd Charmont - false Rabbi Braun
- Uwe Lauer - SS-Oberscharführer Voss
- Christian Harting⁠(d) - SS-Oberscharführer Busch
- Kamil Dobrowolski - Oberkapo Mietek
- Jerzy Walczak - Rabbi Frankel
- Marcin Czarnik⁠(d) - Feigenbaum
- Attila Fritz - Yankl
- Amitai Kedar - Hirsch
- Márton Ágh - Renegade/Apikoyres
- Levente Orbán - Russian Prisoner
- Tom Pilath - SS-Oberscharführer
- Mihály Kormos - Kapo Schlojme
- Juli Jakab - Ella
- Mendy Cahan - Sonderkommanando
- Björn Freiberg⁠(d) - Extra